# Fingal (namn)

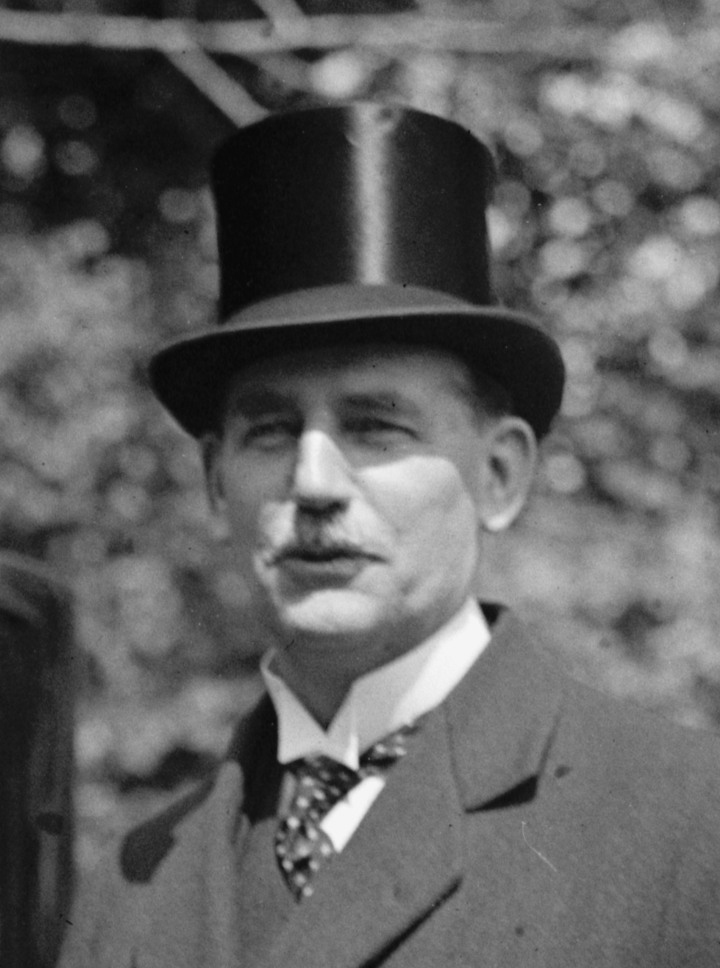
Axel F. Wallenberg Wallenberg, 1925.

Mansnamnet Fingal är ett keltiskt namn (ursprungligen Fionnghall) med betydelsen ljus främling eller vit främling, och syftar på de ljushåriga nordborna.
Namnet har alltid varit ovanligt i Sverige ända sedan det infördes i almanackan 1901.
31 december 2005 fanns det totalt 315 personer i Sverige med namnet, varav 42 med det som tilltalsnamn.
År 2003 fick 7 pojkar namnet, varav en fick det som tilltalsnamn.
Namnsdag: 27 juni, (1901-2000: 16 oktober), tillsammans med Selma.

## Personer med namnet
- Fingal Wiens (1844–1896), svensk grosshandlare
- Fingal Lennelind (1912–1992), ett svenskt banbiträde som i början av 1950-talet dömdes för spioneri i en möjlig rättsröta.
- Lars Carlsson, illustratör som ibland använde signaturen Fingal
- Oloph Eric Fingal Bexell, svensk präst och professor
- Oscar Fingal O’Flahertie Wills Wilde, irländsk författare
- Axel Fingal Wallenberg, svensk industrimagnat
- Fingal Carl Oscar Harald Wiens, svensk ämbetsman

## Fiktiva
- Fingal Olsson, en sketch från knäppupprevyn Funny Boy

## Extyerna länkar
- Wikimedia Commons har media som rör Fingal.